# 왕자 미륵
"왕자 미륵"은 한국에서 제작된 이태환 감독의 1959년 영화이다. 방수일 등이 주연으로 출연하였고 성동호 등이 제작에 참여하였다.

## 출연

### 주연
- 방수일
- 도금봉
- 김신재
- 성소민
- 이민자

## 기타
- 조명: 박응선
- 녹음: 이경순
- 미술: 우종삼